# Idioma silesio

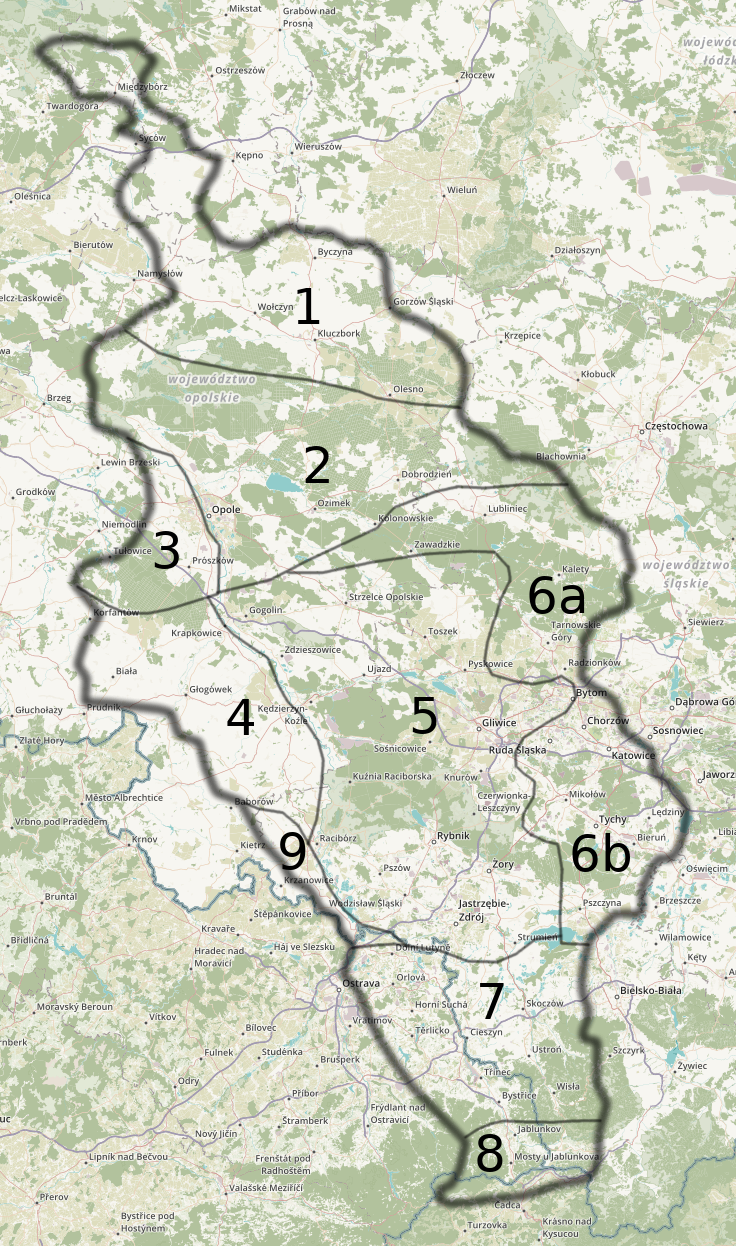
Dialectos del idioma silesio

El silesio, alto silesio o silesiano (autoglotónimo: Ślōnskŏ gŏdka, [ˈɕlonskɔ ˈɡɔtka]; Checo: slezština; Polaco: gwara śląska, język śląski, etnolekt śląski; Alemán: Schlonsakisch, Wasserpolnisch) es una lengua eslava occidental de Silesia, hablado por la población en la región de Alta Silesia, que actualmente se encuentra dividida entre Polonia y Chequia. De hecho, sólo el 10% de los habitantes de la Alta Silesia hablan silesio, en la parte polaca de la Alta Silesia la gran mayoría habla polaco y en la parte checa checo. Su vocabulario ha sido significativamente influenciado por el alemán central debido a la existencia de numerosos hablantes alemanes de Silesia en el área antes de la Segunda Guerra Mundial y después. Su código es ISO 639-3: SZL.
Algunos lo consideran uno de los cuatro dialectos principales del polaco, mientras que otros lo clasifican como un idioma separado, distinto del polaco.

## Distribución
En general, los hablantes del idioma silesio habitan en la región de Alta Silesia, situada entre el suroeste de Polonia y el nordeste de la República Checa. En la actualidad, el silesio es de uso habitual en el área entre la frontera histórica de Silesia en el este, y una línea de Syców hasta Prudnik en el oeste, así como en el área de Rawicz (Khazaks). Hasta el 1945 el silesio se hablaba también en enclaves de Baja Silesia, como el bajo silesio fue hablado por la mayoría étnica alemana en aquella región.
De acuerdo con el último censo en Polonia (2021), alrededor de 409 000 personas declararon que el silesio era su lengua principal, y aproximadamente 585.000 se declararon de nacionalidad silesia. Esto constituye aproximadamente el 15% de la población de la Alta Silesia. Sin embargo, el número total de hablantes del silesio (la mayoría de los cuales no lo consideran como una lengua separada) supera los un millón. También hay alrededor de 100.000 hablantes del dialecto checo silesio.

## Ejemplo
El Padre Nuestro en silesio, polaco y checo
| Silesio | Polaco | Checo |
| --- | --- | --- |
| Ôjcze nasz, świynte durś miano Wasze, Wasze Krōlestwo niychej tyż nasze. Niych wola Waszo ciyngym sie dzieje, w niebie, na ziymi, kej ćmi, kej dnieje. Dejcie nōm dzisioj chycić sie chleba, kej co dziyń przeca jeść go nōm trzeba. I nōm wyboczcie w Swyj łaskawosci, te grzychy nasze, jako my, prości, nōm winowatym tyż wyboczōmy, ze wolny woli co ôd Wos mōmy. Amyn. | Ojcze nasz, któryś jest w niebie, święć się imię Twoje, przyjdź królestwo Twoje, bądź wola Twoja jako w niebie tak i na ziemi. Chleba naszego powszedniego daj nam dzisiaj. I odpuść nam nasze winy, jak i my odpuszczamy naszym winowajcom. I nie wódź nas na pokuszenie, ale zbaw nas ode złego. Amen. | Otče náš, jenž jsi na nebesích, posvěť se jméno Tvé Přijď království Tvé. Buď vůle Tvá, jako v nebi, tak i na zemi. Chléb náš vezdejší dej nám dnes A odpusť nám naše viny, jako i my odpouštíme naším viníkům a neuveď nás v pokušení, ale zbav nás od zlého. Amen. |

## ¿Dialecto o lengua?
Hay distintas opiniones acerca de si el silesio es un dialecto del polaco o un idioma. Al menos 817.000 silesios se consideran una minoría étnica en Polonia. Sin embargo, la mayoría de ellos declaran sentirse incluidos en ambas nacionalidades polaca y silesiana juntas.
Si lo clasificamos como dialecto, este es el más prominente dialecto regional del idioma polaco. Por el contrario, si lo clasificamos como lengua, vemos que está íntimamente relacionado en los aspectos léxico y morfosintáctico con las lenguas polaca y checa con influencia léxica del alemán. En el aspecto fonético, el silesio tiene su propio sistema vocálico, y el consonántico corresponde al del polaco.